# Bagdad Universitet
Bagdad Universitet, Arabisk (sprog): جامعة بغداد) ligger i Bagdad i Irak. Det er det største universitet i landet og blev pr. dekret taget i brug i 1958.

## Ekstern henvisning
- Den officielle hjemmeside Arkiveret 15. august 2018 hos  Wayback Machine

| Skole | Spire Denne artikel om en skole, en uddannelsesinstitution eller uddannelse er en spire som bør udbygges. Du er velkommen til at hjælpe Wikipedia ved at udvide den. |

33°16′12″N 44°22′54″Ø / 33.270111°N 44.381719°Ø